# Рождественно
Рожде́ственно (рос. Рождественно) — присілок у складі Митищинського міського округу Московської області, Росія.

## Населення
Населення — 32 особи (2010; 17 у 2002).
Національний склад (станом на 2002 рік):
- росіяни — 100 %